# Chūnichi Shimbun
Die Chūnichi Shimbun (japanisch 中日新聞) ist eine Tageszeitung in Japan.
Eigentümer der Zeitung ist das japanische Medienunternehmen K.K. Chūnichi Shimbunsha (株式会社中日新聞社, engl. Chunichi Shimbun Co., Ltd.) mit Sitz in Nagoya, der Präfekturhauptstadt von Aichi.
Gegründet wurde der älteste Vorläufer, die Zeitung Shin Aichi (新愛知, „Neues Aichi“), 1886. Diese wurde mit der 1906 gegründeten Nagoya Shimbun (名古屋新聞) im Pazifikkrieg 1942 zur Chūbu Nippon Shimbun (中部日本新聞, „Zentraljapanische Zeitung“) vereinigt. Chūnichi (中日), die Abkürzung von Chūbu Nippon, wurde 1948 Name der verlagseigenen Baseballmannschaft, 1965 Titel der Zeitung, sowie 1971 auch der Verlagsname. Seit 1948 wird jährlich der anlässlich der Einführung der Verfassung 1947 eingerichtete angesehene Chūnichi-Kulturpreis (Chūnichi bunkashō, 中日文化賞) vergeben.
Dem Unternehmen gehören auch die Zeitungen Tōkyō Shimbun, Chūnichi Sports und Tōkyō Chūnichi Sports.